# Bogå
Bogå, Bøgeå eller Svartstrøm Å (på tysk Bokenau eller Schwastrumer Au) er en cirka 10 km lang å i det nordlige Tyskland, beliggende i den østlige del af halvøen Svansø i Sydslesvig. Åen har sit udspring ved Hymark og Borntved i Tumby kommune og løber derfra mod syd. Efterfølgende passerer åen Bredemose og Krat i Holstoft kommune, drejer ved Pommerbyskov mod nordøst, passerer byen Svartstrøm og Svartstrøm Mølle i Damp kommune og udmunder endelig ved Bognæs og Damp Fiskerleje gennem en sil (digesluse) i Østersøen. Åen passerer varierende skovområder og dyrkede marker. Den har bl.a. tilløb af den lille Knubbelbæk (Knüppelbek).
Åen er første gang nævnt 1649. Navnet henføres subst. glda. *bøki i bestydning bevoksning af bøg.
Der blev tilført flere næringsstoffer til åen fra landbruget.